# Helicoconis
Helicoconis is een geslacht van insecten uit de familie van de dwerggaasvliegen (Coniopterygidae), die tot de orde netvleugeligen (Neuroptera) behoort.

## Soorten

### OndergeslachtCapoconis
- H. (Capoconis) bazi Monserrat & D?z-Aranda, 1988
- H. (Capoconis) capensis Enderlein, 1914

### OndergeslachtFontenellea
- H. (Fontenellea) algirica Meinander, 1976
- H. (Fontenellea) beata Szir?i, 1997
- H. (Fontenellea) canariensis Monserrat, 2002
- H. (Fontenellea) hispanica Ohm, 1965
- H. (Fontenellea) iberica Ohm, 1965
- H. (Fontenellea) kaszabi H. Asp?k & U. Asp?k, 1968
- H. (Fontenellea) maroccana (Carpentier & Lestage, 1928)
- H. (Fontenellea) panticosa Ohm, 1965
- H. (Fontenellea) salti Kimmins, 1950
- H. (Fontenellea) transsylvanica Kis, 1965

### OndergeslachtHelicoconis
- H. (Helicoconis) californica Meinander, 1972
- H. (Helicoconis) eglini Ohm, 1965
- H. (Helicoconis) hirtinervis Tjeder, 1960
- H. (Helicoconis) lutea (Wallengren, 1871)
- H. (Helicoconis) premnata Rausch et al., 1981
- H. (Helicoconis) sengonca Rausch et al., 1978
- H. (Helicoconis) similis Meinander, 1972
- H. (Helicoconis) tjederi Rausch et al., 1981
- H. (Helicoconis) walshi (Banks, 1906)

### OndergeslachtOhmopteryx
- H. (Ohmopteryx) pseudolutea Ohm, 1965

### Niet gebonden aan een ondergeslacht
- H. aptera Messner, 1965
- H. csorbai Sziráki, 1999
- H. interna (Navás, 1911)
- H. laufferina Navás, 1913
- H. nebulosa (Fraser, 1957)